# Teen Mom
Teen Mom (renombrado a Teen Mom OG a partir de la quinta temporada) es un programa de telerrealidad estadounidense transmitido por MTV, estrenado el 8 de diciembre de 2009. Es la primera serie derivada de 16 and Pregnant. Narra la vida de 4 jóvenes de la anterior serie en su primer año de maternidad y los esfuerzos por los que tienen que pasar por criar a sus hijos. Además de la maternidad joven, la serie se centra en temas de cambio de relaciones, en concreto, de familia, amigos, pareja y escuela.
El episodio piloto fue el mayor estreno en MTV contando con un total de 2.1 millones de televidentes. El final de la primera temporada también registro altos niveles de audiencia en los Estados Unidos con un total de 3.6 millones de televidentes.

## Producción
Su primera emisión constó de cuatro temporadas emitidas originalmente entre el 8 de diciembre de 2009 y el 9 de octubre de 2012, mientras que otras cuatro temporadas se emitieron durante su segunda emisión que comenzó el 23 de marzo de 2015. La temporada 9 se estrenó el 26 de enero de 2021. El 22 de mayo de 2022, la serie se fusionó con Teen Mom 2, y los miembros del elenco de cada serie hicieron la transición a una serie combinada titulada Teen Mom: The Next Chapter. Esa serie comenzó el 9 de septiembre de 2022.

## Reparto
- Farrah Abraham
- Maci McKinney
- Catelynn Baltierra
- Amber Portwood
- Cheyenne Floyd
- Bristol Palin
- Mackenzie McKee

| Miembros del reparto | Temporada | Temporada | Temporada | Temporada | Temporada   | Temporada   | Temporada   | Temporada   | Temporada   | Temporada   | Temporada   | Temporada   | Temporada   | Temporada   |
| Miembros del reparto | Teen Mom  | Teen Mom  | Teen Mom  | Teen Mom  | Teen Mom OG | Teen Mom OG | Teen Mom OG | Teen Mom OG | Teen Mom OG | Teen Mom OG | Teen Mom OG | Teen Mom OG | Teen Mom OG | Teen Mom OG |
| Miembros del reparto | 1         | 2         | 3         | 4         | 5a          | 5b          | 6a          | 6b          | 7a          | 7b          | 8a          | 8b          | 9a          | 9b          |
| -------------------- | --------- | --------- | --------- | --------- | ----------- | ----------- | ----------- | ----------- | ----------- | ----------- | ----------- | ----------- | ----------- | ----------- |
| Amber Portwood       | Principal | Principal | Principal | Principal | Principal   | Principal   | Principal   | Principal   | Principal   | Principal   | Principal   | Principal   | Principal   | Principal   |
| Catelynn Baltierra   | Principal | Principal | Principal | Principal | Principal   | Principal   | Principal   | Principal   | Principal   | Principal   | Principal   | Principal   | Principal   | Principal   |
| Farrah Abraham       | Principal | Principal | Principal | Principal | Principal   | Principal   | Principal   | Principal   | Principal   |             |             |             |             |             |
| Maci McKinney        | Principal | Principal | Principal | Principal | Principal   | Principal   | Principal   | Principal   | Principal   | Principal   | Principal   | Principal   | Principal   | Principal   |
| Bristol Palin        |           |           |           |           |             |             |             |             |             | Principal   |             |             |             |             |
| Cheyenne Floyd       |           |           |           |           |             |             |             |             |             | Principal   | Principal   | Principal   | Principal   | Principal   |
| Mackenzie McKee      |           |           |           |           |             |             |             |             |             |             | Invitada    | Principal   | Principal   | Principal   |